# چیچیبو، سایتاما
چیچیبو در استان سایتاما در کشور ژاپن  واقع شده است  که دارای جمعیت ۶۹٬۱۳۹ نفر و مساحت ۵۷۷٫۶۹ کیلومتر مربع با تراکم جمعیت ۱۲۰  نفر در کیلومترمربع است و در تاریخ ۱ آوریل ۱۹۵۰ به عنوان شهر شناخته شد.